# Isopterygium amoenum
Isopterygium amoenum är en bladmossart som beskrevs av Brotherus 1900. Isopterygium amoenum ingår i släktet Isopterygium och familjen Hypnaceae. Inga underarter finns listade i Catalogue of Life.